# Falcon Heavy
Falcon Heavy je nosná raketa americké soukromé společnosti SpaceX. Falcon Heavy je druhá nejsilnější orbitální raketa současnosti za nejsilnější raketou SLS. Má dvakrát vyšší tah než raketa Delta IV Heavy, které od ukončení ruského programu Eněrgija toto prvenství patřilo. Raketa je schopná dopravit až 64 tun na nízkou orbitu Země, až šestnáct tun na translunární dráhu a až čtrnáct tun na přechodovou dráhu k Marsu. První zkušební start proběhl 6. února 2018. Jedná se o derivát předchozího nosného zařízení této společnosti, rakety Falcon 9.
Raketa se skládá z jádra (prvního neboli centrálního stupně) tvořeného konstrukčně zesílenou raketou Falcon 9 a ze dvou pomocných stupňů, které jsou modifikovanými prvními stupni Falconu 9. První stupeň i pomocné stupně jsou plně navrženy k autonomnímu vertikálnímu přistání po splněné misi – oba pomocné stupně přistávají na zemi, zatímco první stupeň přistává na oceánské plošině. Jedná se o technologii používanou raketami Falcon 9.

## Koncept
V podstatě se jedná o tři první stupně Falconu 9 smontované k sobě. Při startu disponuje 27 motory Merlin ve verzi 1D. Po startu všechny stupně pracují na plný výkon, ale brzy centrální stupeň sníží svůj výkon, čímž šetří palivo. Po několika minutách se boční, pomocné, stupně odpojí a první stupeň opět zvýší svůj výkon, dokud nedojde k vyčerpání paliva a následnému odpojení a spuštění druhého stupně. Kromě druhého stupně jsou všechny stupně schopny opětovného přistání. Boční stupně přistávají na pevnině, první stupeň pak na autonomní přistávací plošině ASDS, neboť poletí o dost dál a dosáhne mnohem vyšší rychlosti.
Falcon Heavy měl původně využívat tzv. crossfeed, což je způsob distribuce paliva napříč raketovými stupni během letu. Výsledkem měla být vyšší efektivita a nosnost. Jedná se však o technicky náročné řešení, které dosud nikdo v praxi nevyvinul. SpaceX od tohoto záměru nakonec upustilo s tím, že když to bude v budoucnu potřeba, vrátí se k němu.

## První let
Při prvním letu byl pod aerodynamickým krytem jako jediný náklad na speciálním podstavci, který nese mimo jiné plaketu se jmény 6000 zaměstnanců SpaceX, umístěn automobil Tesla Roadster Elona Muska. V autě sedí Starman: figurína oblečená do skafandru vyvinutém SpaceX, na palubní desce je maličký Roadster ve kterém sedí maličký Starman a na informačním panelu je nápis "Don't Panic!" ("Nepropadejte panice!") – hláška z knihy Stopařův průvodce po Galaxii, jejíž výtisk je, spolu s ručníkem (další odkaz na tuto knihu), v palubní přihrádce. V té je k tomu umístěn datový nosič se sérií knih Nadace od Isaaca Asimova. Musk svoje auto k tomuto účelu použil hlavně z důvodu reklamy a nutnosti naložit alespoň nějaký náklad. Automobil během letu přehrával skladbu Space Oddity, odhození aerodynamického krytu bylo provázeno skladbou Life on Mars?, obě od Davida Bowieho. Plánovaná orbita Tesla Roadsteru byla kolem Slunce s aféliem u orbity Marsu. Této orbity by měla raketa dosáhnout pomocí Hohmannovy elipsy, čímž SpaceX prokáže schopnost Falconu Heavy dosáhnout orbity Marsu, k čemuž ovšem vzhledem k absenci systémů pro korekci trajektorie a komunikaci na druhém stupni při inauguračním letu nemůže dojít. Konečná eliptická orbita měla být díky nadbytku paliva afélium v pásu asteroidů poblíž orbity trpasličí planety Ceres. Skutečná orbita se podobá té původně plánované s aféliem u orbity Marsu.
První statický zážeh všech 27 motorů Merlin byl po několika odkladech proveden 24. ledna 2018. 
První let se uskutečnil 6. února 2018. Raketa měla odstartovat z Kennedyho vesmírného střediska na Floridě ve 13:30 místního času (19:30 SEČ), kvůli větru se však start odložil na 15:45 místního času. (21:45 SEČ).
V 15:45 místního času raketa úspěšně vzlétla a po 8 minutách se úspěšně vrátily a přistály pomocné stupně. Prvnímu stupni se kvůli nedostatku zápalné směsi TEA-TEB, která se v komoře míchá s palivem a okysličovadlem, nepodařilo znovu zažehnout dva ze tří motorů pro přistávací manévr. Kvůli tomu nedokázal přistát na připravené plovoucí plošině a zřítil se rychlostí 480 km/h do oceánu, zhruba 100 m od plošiny.

## Seznam letů
| Let číslo | Datum (UTC)              | Nosič ID stupně             | Startovací komplex | Náklad                                                 | Hmotnost nákladu             | Orbit          | Mise    | Návrat 1.stupně   | Poznámky |
| --------- | ------------------------ | --------------------------- | ------------------ | ------------------------------------------------------ | ---------------------------- | -------------- | ------- | ----------------- | --- |
| FH 1      | 6. února 2018            | Heavy Block 3 B1033† centr  | KSC LC-39A         | Zkušební let, Osobní automobil Tesla Roadster          | 1250 kg                      | HCO            | Úspěšná | OCISLY: Neúspěšný | První let Falconu Heavy. Jako náklad byl vynesen automobil Tesla Roadster. Centrální stupeň měl přistát na OCISLY a oba boční stupně přistály na pevnině (plošiny LZ-1 a LZ-2) |
| FH 1      | 6. února 2018            | B1023.2 boční               | KSC LC-39A         | Zkušební let, Osobní automobil Tesla Roadster          | 1250 kg                      | HCO            | Úspěšná | LZ-1: Úspěšný     | První let Falconu Heavy. Jako náklad byl vynesen automobil Tesla Roadster. Centrální stupeň měl přistát na OCISLY a oba boční stupně přistály na pevnině (plošiny LZ-1 a LZ-2) |
| FH 1      | 6. února 2018            | B1025.2 boční               | KSC LC-39A         | Zkušební let, Osobní automobil Tesla Roadster          | 1250 kg                      | HCO            | Úspěšná | LZ-2: Úspěšný     | První let Falconu Heavy. Jako náklad byl vynesen automobil Tesla Roadster. Centrální stupeň měl přistát na OCISLY a oba boční stupně přistály na pevnině (plošiny LZ-1 a LZ-2) |
| FH 2      | 11. dubna 2019           | Heavy Block 5 B1055.1 centr | KSC LC-39A         | ArabSat 6A                                             | 6000 kg                      | GTO            | Úspěšná | OCISLY: Úspěšný   | První komerční zakázka pro Falcon Heavy. Komunikační satelit Saúdské Arábie mířící na geostacionární dráhu. Centrální stupeň se ale nepodařilo v pořádku dopravit na pevninu, když se kvůli vysokým vlnám na oceánské plošině převrátil. |
| FH 2      | 11. dubna 2019           | Block 5 B1052.1 boční       | KSC LC-39A         | ArabSat 6A                                             | 6000 kg                      | GTO            | Úspěšná | LZ-1: Úspěšný     | První komerční zakázka pro Falcon Heavy. Komunikační satelit Saúdské Arábie mířící na geostacionární dráhu. Centrální stupeň se ale nepodařilo v pořádku dopravit na pevninu, když se kvůli vysokým vlnám na oceánské plošině převrátil. |
| FH 2      | 11. dubna 2019           | Block 5 B1053.1 boční       | KSC LC-39A         | ArabSat 6A                                             | 6000 kg                      | GTO            | Úspěšná | LZ-2: Úspěšný     | První komerční zakázka pro Falcon Heavy. Komunikační satelit Saúdské Arábie mířící na geostacionární dráhu. Centrální stupeň se ale nepodařilo v pořádku dopravit na pevninu, když se kvůli vysokým vlnám na oceánské plošině převrátil. |
| FH 3      | 25. června 2019          | Heavy Block 5 B1057.1 centr | KSC LC-39A         | STP-2 - DSX, FormoSat-7, LightSail 2, GPIM, DSAC, ISAT |                              | LEO            | Úspěšná | OCISLY: Neúspěšný | V rámci programu STP amerického vojenského letectva bylo vyneseno 24 vojenských a výzkumných satelitů. Při této misi se také poprvé povedlo zachytit jednu polovinu aerodynamického krytu |
| FH 3      | 25. června 2019          | Block 5 B1052.2 boční       | KSC LC-39A         | STP-2 - DSX, FormoSat-7, LightSail 2, GPIM, DSAC, ISAT | LZ-1/LZ-2: Úspěšný           | LEO            | Úspěšná |                   | V rámci programu STP amerického vojenského letectva bylo vyneseno 24 vojenských a výzkumných satelitů. Při této misi se také poprvé povedlo zachytit jednu polovinu aerodynamického krytu |
| FH 3      | 25. června 2019          | Block 5 B1053.2 boční       | KSC LC-39A         | STP-2 - DSX, FormoSat-7, LightSail 2, GPIM, DSAC, ISAT | LZ-1/LZ-2: Úspěšný           | LEO            | Úspěšná |                   | V rámci programu STP amerického vojenského letectva bylo vyneseno 24 vojenských a výzkumných satelitů. Při této misi se také poprvé povedlo zachytit jednu polovinu aerodynamického krytu |
| FH 4      | 1. listopadu 2022        | Heavy Block 5 B1066 centr   | KSC LC-39A         | USSF-44                                                | ? kg                         | GEO            | Úspěšná | Bez pokusu        | Celkem 50. start rakety z rodiny Falcon v roce 2022. Centrální stupeň byl jednoúčelový, po uvolnění nákladu a vyčerpání paliva volně dopadl do Atlantiku. Utajovaný náklad amerického letectva o hmotnosti ~3 750 kg byl označen jako Shepherd Demonstration for the Space Force a měl "otestovat nové technologie pro zvýšení bezpečnosti a odpovědnosti při setkávání a přibližování". Vynesen byl také sekundární nosič LDPE-2 s několika satelity (Tetra-1, Alpine, LINUSS A1 a A2), které po startu umístil na jejich dráhy. |
| FH 4      | 1. listopadu 2022        | Block 5 B1064.1 boční       | KSC LC-39A         | USSF-44                                                | ? kg                         | GEO            | Úspěšná | LZ-1: Úspěšný     | Celkem 50. start rakety z rodiny Falcon v roce 2022. Centrální stupeň byl jednoúčelový, po uvolnění nákladu a vyčerpání paliva volně dopadl do Atlantiku. Utajovaný náklad amerického letectva o hmotnosti ~3 750 kg byl označen jako Shepherd Demonstration for the Space Force a měl "otestovat nové technologie pro zvýšení bezpečnosti a odpovědnosti při setkávání a přibližování". Vynesen byl také sekundární nosič LDPE-2 s několika satelity (Tetra-1, Alpine, LINUSS A1 a A2), které po startu umístil na jejich dráhy. |
| FH 4      | 1. listopadu 2022        | Block 5 B1065.1 boční       | KSC LC-39A         | USSF-44                                                | ? kg                         | GEO            | Úspěšná | LZ-2: Úspěšný     | Celkem 50. start rakety z rodiny Falcon v roce 2022. Centrální stupeň byl jednoúčelový, po uvolnění nákladu a vyčerpání paliva volně dopadl do Atlantiku. Utajovaný náklad amerického letectva o hmotnosti ~3 750 kg byl označen jako Shepherd Demonstration for the Space Force a měl "otestovat nové technologie pro zvýšení bezpečnosti a odpovědnosti při setkávání a přibližování". Vynesen byl také sekundární nosič LDPE-2 s několika satelity (Tetra-1, Alpine, LINUSS A1 a A2), které po startu umístil na jejich dráhy. |
| FH 5      | 15. ledna 2023, 22:56    | Heavy Block 5 B1070 centr   | KSC LC-39A         | USSF-67                                                | ~3 750 kg                    | GEO            | Úspěšná | Bez pokusu        | První start druhé etapy smlouvy US Air Force. |
| FH 5      | 15. ledna 2023, 22:56    | Block 5 B1064.2 boční       | KSC LC-39A         | USSF-67                                                | ~3 750 kg                    | GEO            | Úspěšná | LZ-2: Úspěšný     | První start druhé etapy smlouvy US Air Force. |
| FH 5      | 15. ledna 2023, 22:56    | Block 5 B1065.2 boční       | KSC LC-39A         | USSF-67                                                | ~3 750 kg                    | GEO            | Úspěšná | LZ-1: Úspěšný     | První start druhé etapy smlouvy US Air Force. |
| FH 6      | 1. května 2023, 00:26    | Heavy Block 5 B1068.1 centr | KSC LC-39A         | ViaSat-3 / Aurora 4A / Nusuntara-H1-A                  | 6 722 kg                     | GEO            | Úspěšná | Bez pokusu        | První ze tří geostacionárních spojovacích satelitů ViaSat-3 využívajících elektrický pohon, doplněná o dva menší satelity. Přímé vynesení na geostacionární dráhu si vyžádalo využití bočních stupňů bez možnosti přistání pro další použití, šlo tak o první misi, kde byly všechny tři první stupně spotřebovány. K opakovanému použití ale byly určeny obě poloviny horní kapotáže, které byly vyzvednuty 2000 km od místa startu..                                                                                            |
| FH 6      | 1. května 2023, 00:26    | Block 5 B1052.8 boční       | KSC LC-39A         | ViaSat-3 / Aurora 4A / Nusuntara-H1-A                  | 6 722 kg                     | GEO            | Úspěšná | Bez pokusu        | První ze tří geostacionárních spojovacích satelitů ViaSat-3 využívajících elektrický pohon, doplněná o dva menší satelity. Přímé vynesení na geostacionární dráhu si vyžádalo využití bočních stupňů bez možnosti přistání pro další použití, šlo tak o první misi, kde byly všechny tři první stupně spotřebovány. K opakovanému použití ale byly určeny obě poloviny horní kapotáže, které byly vyzvednuty 2000 km od místa startu..                                                                                            |
| FH 6      | 1. května 2023, 00:26    | Block 5 B1053.3 boční       | KSC LC-39A         | ViaSat-3 / Aurora 4A / Nusuntara-H1-A                  | 6 722 kg                     | GEO            | Úspěšná | Bez pokusu        | První ze tří geostacionárních spojovacích satelitů ViaSat-3 využívajících elektrický pohon, doplněná o dva menší satelity. Přímé vynesení na geostacionární dráhu si vyžádalo využití bočních stupňů bez možnosti přistání pro další použití, šlo tak o první misi, kde byly všechny tři první stupně spotřebovány. K opakovanému použití ale byly určeny obě poloviny horní kapotáže, které byly vyzvednuty 2000 km od místa startu..                                                                                            |
| FH 7      | 29. července 2023, 03:04 | Heavy Block 5 B1074 centr   | KSC LC-39A         | Jupiter-3 (EchoStar-24)                                | ~9 200 kg                    | GTO            | Úspěšná | Bez pokusu        | Největší a nejtěžší geostacionární telekomunikační satelit v historii. |
| FH 7      | 29. července 2023, 03:04 | Block 5 B1064.3 boční       | KSC LC-39A         | Jupiter-3 (EchoStar-24)                                | ~9 200 kg                    | GTO            | Úspěšná | LZ-1: Úspěšný     | Největší a nejtěžší geostacionární telekomunikační satelit v historii. |
| FH 7      | 29. července 2023, 03:04 | Block 5 B1065.3 boční       | KSC LC-39A         | Jupiter-3 (EchoStar-24)                                | ~9 200 kg                    | GTO            | Úspěšná | LZ-2: Úspěšný     | Největší a nejtěžší geostacionární telekomunikační satelit v historii. |
| FH 8      | 13. října 2023, 14:19    | Heavy Block 5 B1079 centr   | KSC LC-39A         | Psyche                                                 | ~2 608 kg                    | heliocentrická | Úspěšná | Bez pokusu        | Mise NASA k průzkumu asteroidu Psyche kvůli studiu formování Sluneční soustavy. |
| FH 8      | 13. října 2023, 14:19    | Block 5 B1064.4 boční       | KSC LC-39A         | Psyche                                                 | ~2 608 kg                    | heliocentrická | Úspěšná | LZ-1: Úspěšný     | Mise NASA k průzkumu asteroidu Psyche kvůli studiu formování Sluneční soustavy. |
| FH 8      | 13. října 2023, 14:19    | Block 5 B1065.4 boční       | KSC LC-39A         | Psyche                                                 | ~2 608 kg                    | heliocentrická | Úspěšná | LZ-2: Úspěšný     | Mise NASA k průzkumu asteroidu Psyche kvůli studiu formování Sluneční soustavy. |
| FH 9      | 29. prosince 2023, 01:07 | Heavy Block 5 B1084 centr   | KSC LC-39A         | USSF-52                                                | 6 350 kg + užitečné zatížení | GTO            | Úspěšná | Bez pokusu        | Celkem sedmý let amerického experimentálního bezpilotního kosmického raketoplánu, který pro NASA a Ministerstvo obrany USA vyvinula a provozuje společnost Boeing pod označením X-37. |
| FH 9      | 29. prosince 2023, 01:07 | Block 5 B1064.5 boční       | KSC LC-39A         | USSF-52                                                | 6 350 kg + užitečné zatížení | GTO            | Úspěšná | LZ-1: Úspěšný     | Celkem sedmý let amerického experimentálního bezpilotního kosmického raketoplánu, který pro NASA a Ministerstvo obrany USA vyvinula a provozuje společnost Boeing pod označením X-37. |
| FH 9      | 29. prosince 2023, 01:07 | Block 5 B1065.5 boční       | KSC LC-39A         | USSF-52                                                | 6 350 kg + užitečné zatížení | GTO            | Úspěšná | LZ-2: Úspěšný     | Celkem sedmý let amerického experimentálního bezpilotního kosmického raketoplánu, který pro NASA a Ministerstvo obrany USA vyvinula a provozuje společnost Boeing pod označením X-37. |
| FH 10     | 25. června 2024, 21:26   | Heavy Block 5 B1087† centr  | KSC LC-39A         | GOES-U                                                 | 5 000 kg                     | GTO            | Úspěšná | Bez pokusu        | Let s meteorologickou družicí NASA pro Národní úřad pro oceán a atmosféru (NOAA) |
| FH 10     | 25. června 2024, 21:26   | Block 5 B1072.1 boční       | KSC LC-39A         | GOES-U                                                 | 5 000 kg                     | GTO            | Úspěšná | LZ-1: Úspěšný     | Let s meteorologickou družicí NASA pro Národní úřad pro oceán a atmosféru (NOAA) |
| FH 10     | 25. června 2024, 21:26   | Block 5 B1086.1 boční       | KSC LC-39A         | GOES-U                                                 | 5 000 kg                     | GTO            | Úspěšná | LZ-2: Úspěšný     | Let s meteorologickou družicí NASA pro Národní úřad pro oceán a atmosféru (NOAA) |
| FH 11     | 14. října 2024, 16:06    | Heavy Block 5 B1087 centr   | KSC LC-39A         | Europa Clipper                                         | 6 065 kg                     | HCO            | Úspěšná | Bez pokusu        | Vesmírná sonda NASA k měsícům Jupitera. První start po povolení dalších letů, které FAA vydal 11. října 2024. |
| FH 11     | 14. října 2024, 16:06    | Block 5 B1046.6 boční       | KSC LC-39A         | Europa Clipper                                         | 6 065 kg                     | HCO            | Úspěšná | Bez pokusu        | Vesmírná sonda NASA k měsícům Jupitera. První start po povolení dalších letů, které FAA vydal 11. října 2024. |
| FH 11     | 14. října 2024, 16:06    | Block 5 B1065.6 boční       | KSC LC-39A         | Europa Clipper                                         | 6 065 kg                     | HCO            | Úspěšná | Bez pokusu        | Vesmírná sonda NASA k měsícům Jupitera. První start po povolení dalších letů, které FAA vydal 11. října 2024. |

## Plánované starty
V roce 2025 má Falcon Heavy při dvou startech vynést nespecifikovaný náklad pro Vesmírné síly Spojených států amerických, při třetím startu pak měsíční sondu Griffin společnosti Astrobotic Technology v rámci programu Commercial Lunar Payload Services.
Od roku 2027 se má podílet na vynesení prvních modulů pro kosmickou stanici Gateway a kosmické lodi Dragon XL která bude stanici zásobovat.

## Galerie

Znak Falconu Heavy
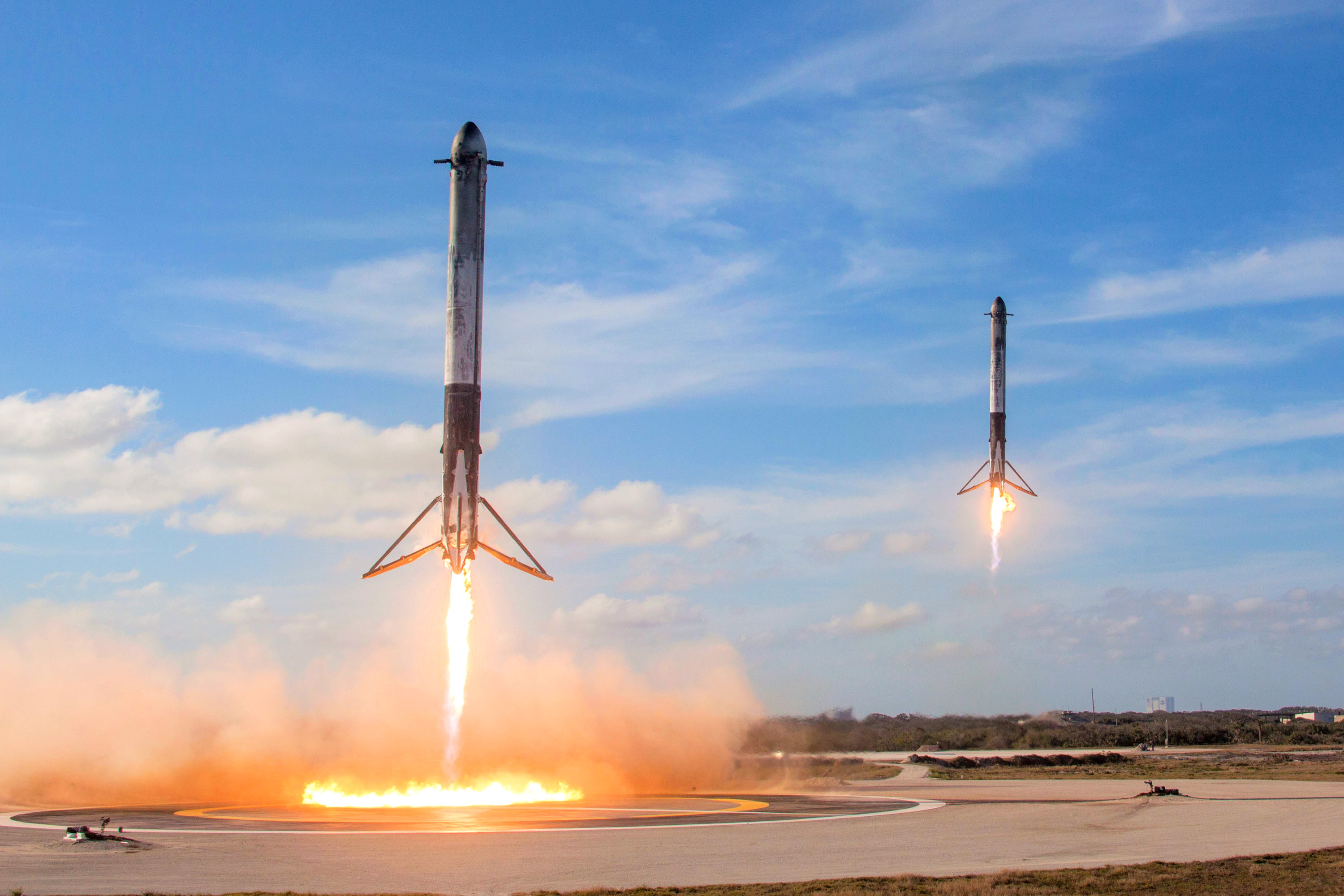
Boční stupně Falconu Heavy přistávají na LZ-1 a LZ-2.
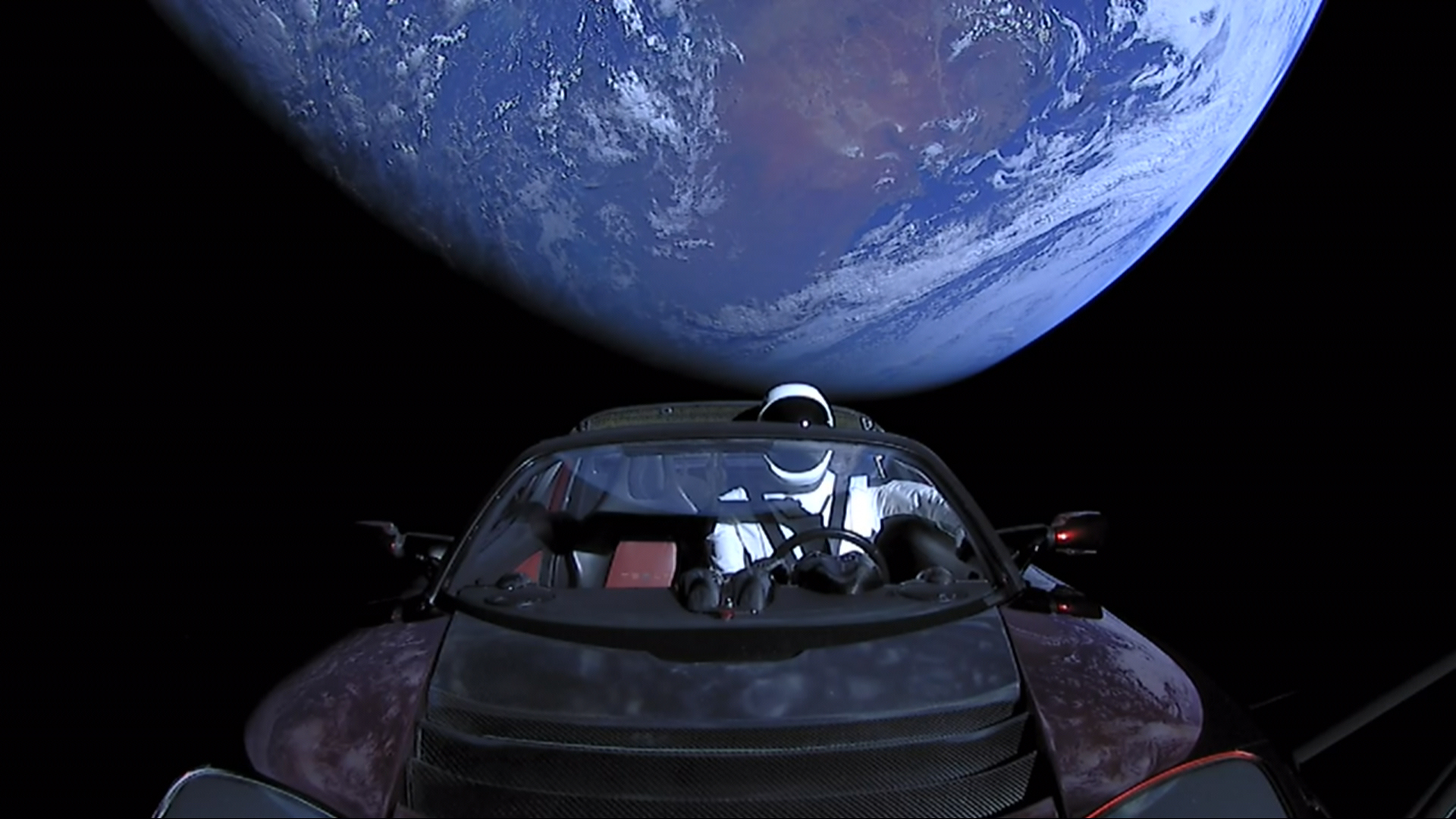
Tesla Roadster, kterou vypustil Falcon Heavy při svém prvním startu.
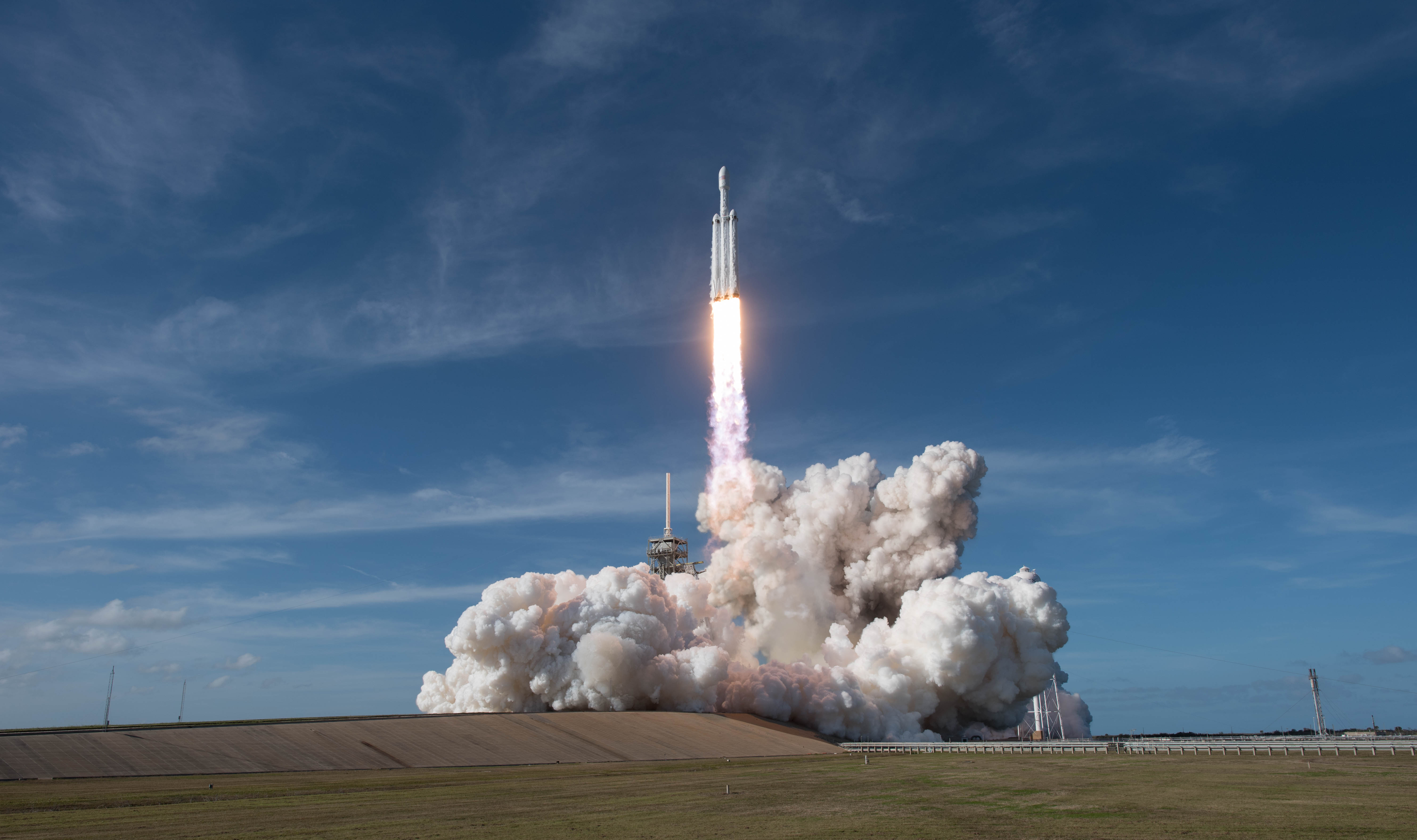
Start Falconu Heavy
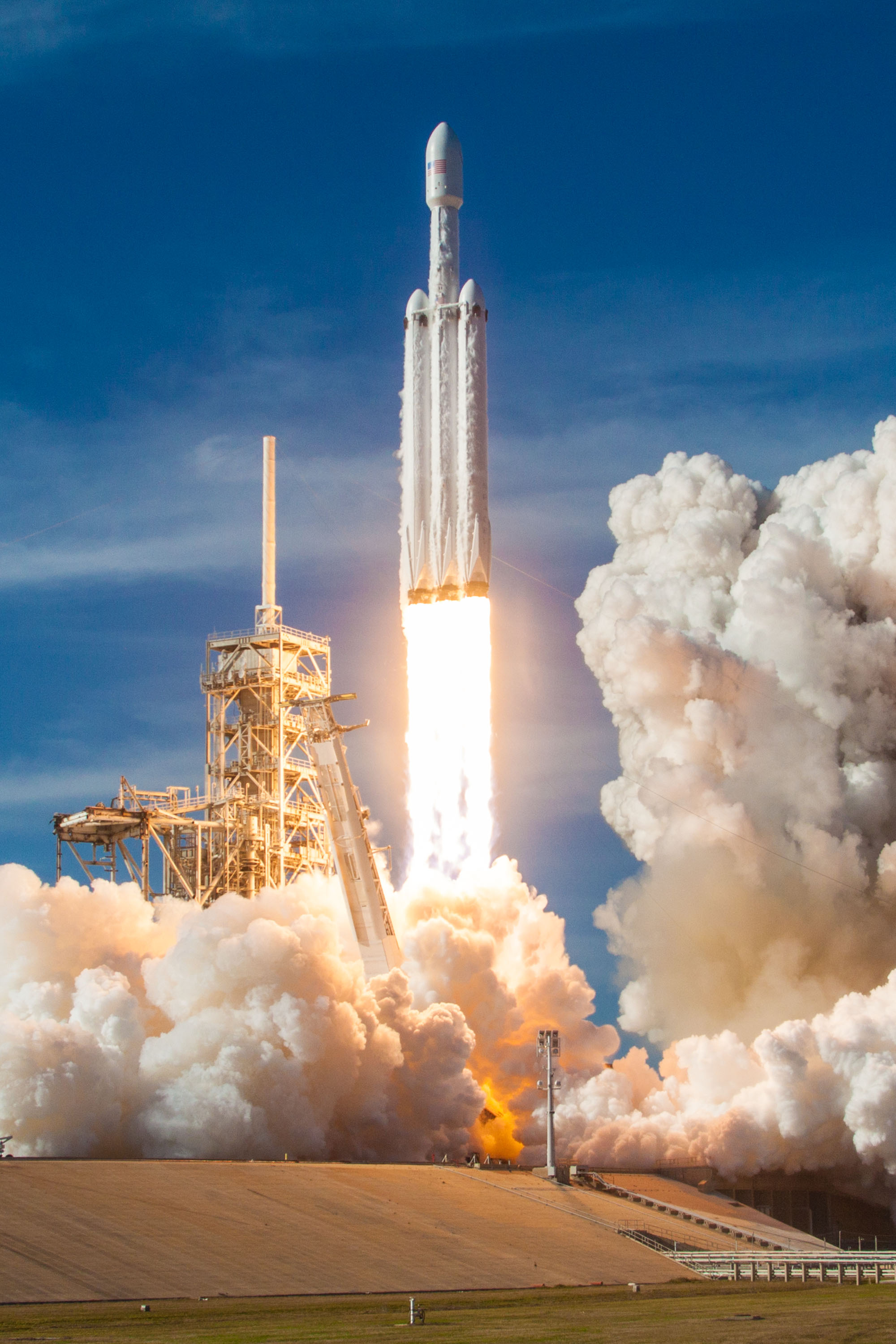
Start Falconu Heavy
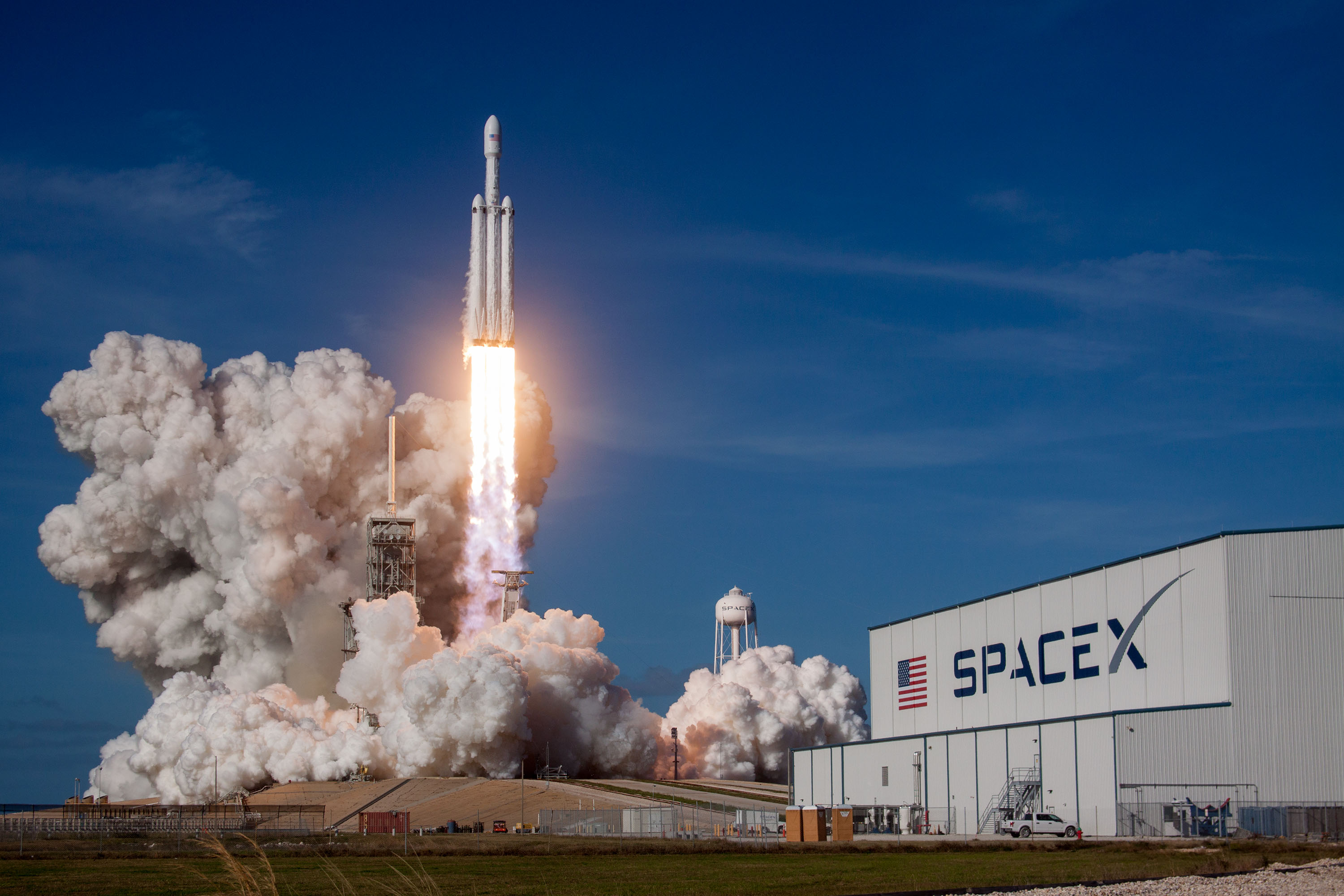
Start Falconu Heavy
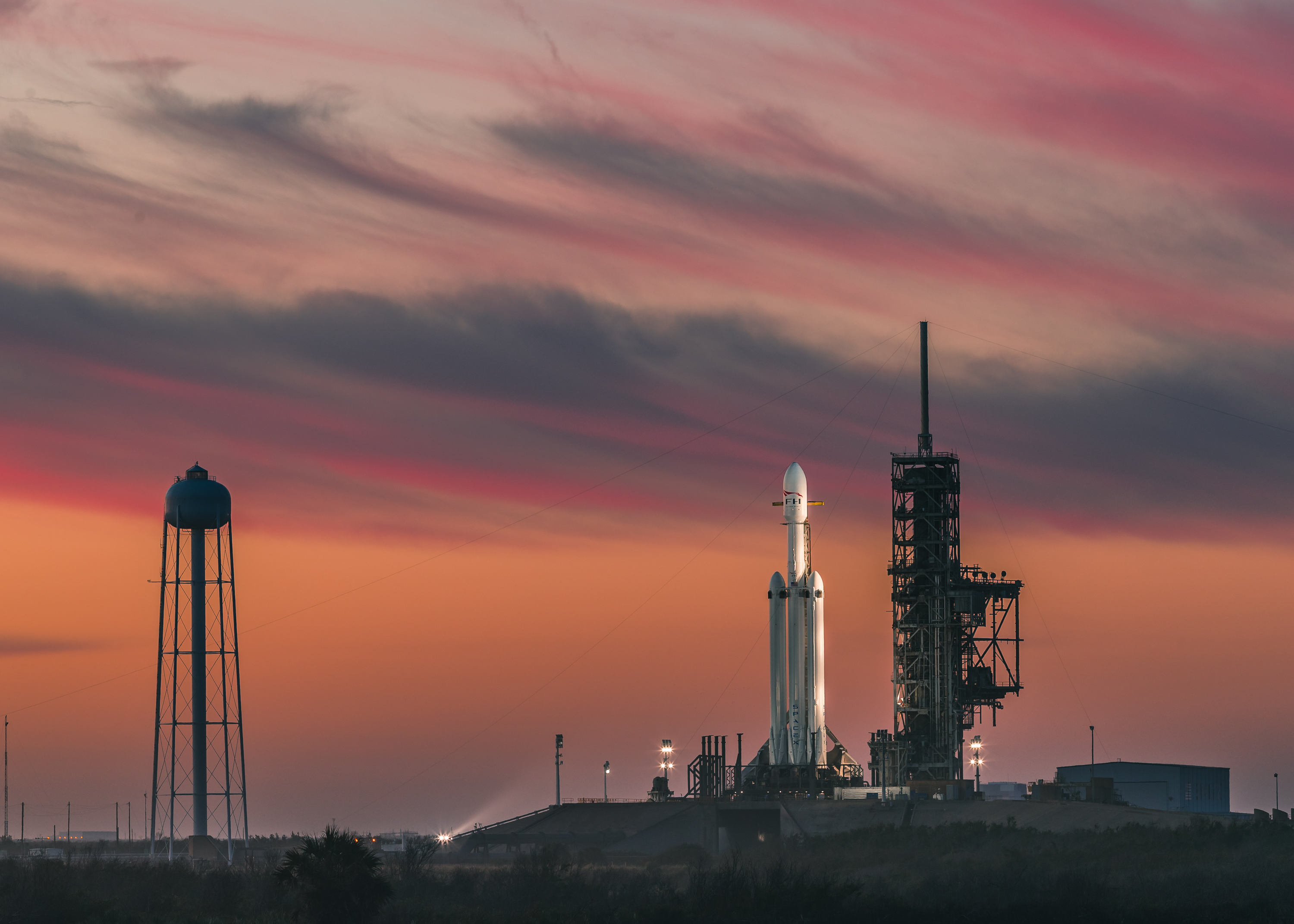
Falcon Heavy před startem
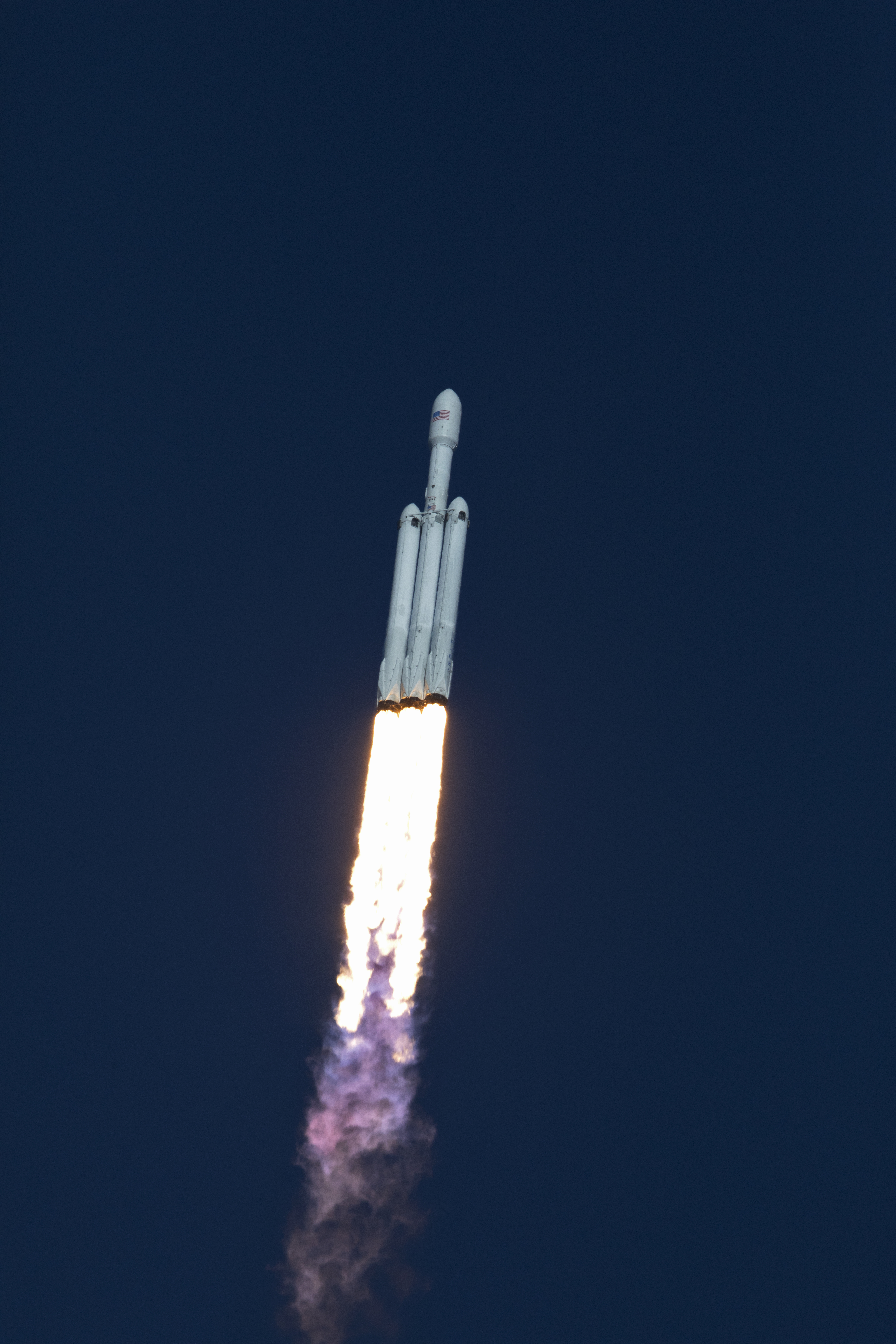
Start Falconu Heavy